# Adrianus Johannes Simonis
Adrianus Johannes Simonis (1931-2020) là một Hồng y người Hà Lan của Giáo hội Công giáo Rôma. Ông từng đảm nhận vai trò Tổng giám mục đô thành Tổng giáo phận Utrecht trong suốt 24 năm, từ năm 1983 đến năm 2007. Ông là Hồng y Đẳng Linh mục Nhà thờ S. Clemente,
Vốn là một giáo sĩ trong vai trò lãnh đạo giáo hội địa phương, ông từng đảm trách nhiều vai trò tại Hà Lan trước khi tiến đến trở thành Tổng giám mục Utrecht như: Giám mục chính tòa Giáo phận Rotterdam (1970–1983), Tổng giám mục Phó Tổng giáo phận Utrecht (1983); ông cũng từng đảm nhiệm vị trí Giám quản Tông Tòa Tổng giáo phận Utrecht (2007). Ngoài lãnh đạo các giáo phận được bổ nhiệm, ông còn đóng vai trò Chủ tịch Hội đồng Giám mục Hà Lan trong 25 năm, từ năm 1983 đến năm 2008. Ông được vinh thăng Hồng y ngày 25 tháng 5 năm 1985, bởi Giáo hoàng Gioan Phaolô II.

## Tiểu sử
Hồng y Adrianus Johannes Simonis sinh ngày 26 tháng 11 năm 1931 tại Lisse, Hà Lan. Sau quá trình tu học dài hạn tại các cơ sở chủng viện theo quy định của Giáo luật, ngày 15 tháng 6 năm 1957, Phó tế Simonis, 26 tuổi, tiến đến việc được truyền chức linh mục. Cử hành nghi thức truyền chức cho tân linh mục là giám mục Martien Antoon Jansen, giám mục chính tòa Giáo phận Rotterdam. Tân linh mục đồng thời cũng là thành viên linh mục đoàn Giáo phận Rotterdam.
Sau gần 13 năm thi hành các công việc mục vụ với thẩm quyền và cương vị của một linh mục, ngày 29 tháng 12 năm 1970, Tòa Thánh loan tin Giáo hoàng đã quyết định tuyển chọn linh mục Adrianus Johannes Simonis, 49 tuổi, gia nhập Giám mục đoàn Công giáo Hoàn vũ, với vị trí được bổ nhiệm là Giám mục chính tòa Giáo phận Rotterdam. Lễ tấn phong cho vị giám mục tân cử nhanh chóng được tổ chức sau đó vào ngày 20 tháng 3 năm 1971, với phần nghi thức chính yếu được cử hành cách trọng thể bởi 3 giáo sĩ cấp cao, gồm chủ phong là Hồng y Bernard Jan Alfrink, Tổng giám mục đô thành Tổng giáo phận Utrecht; hai vị giáo sĩ còn lại, với vai trò phụ phong, gồm có giám mục Pieter Jan Antoon Moors, nguyên giám mục chính tòa Giáo phận Roermond và giám mục Johannes Willem Maria Bluyssen, giám mục chính tòa Giáo phận 's-Hertogenbosch. Tân giám mục chọn cho mình khẩu hiệu: UT COGNOSCANT TE.
Sau khoảng thời gian 13 năm đảm hiệm vai trò quản nhiệm giáo phận Rotterdam, Giám mục Adrianus Johannes Simonis được Tòa Thánh thăng Tổng giám mục, qua việc bổ nhiệm giám mục này làm Tổng giám mục Phó Tổng giáo phận Utrecht. Thông báo về việc bổ nhiệm này được công bố cách rộng rãi vào ngày 27 tháng 6 năm 1983. Tân Tổng giám mục nhanh chóng kế vị thành Tổng giám mục đô thành Utrecht vào ngày 3 tháng 12 cùng năm.
Bằng việc tổ chức công nghị Hồng y năm 1985 được cử hành ngày 25 tháng 5, Giáo hoàng Gioan Phaolô II quyết định vinh thăng Tổng giám mục Adrianus Johannes Simonis tước vị danh dự của Giáo hội Công giáo Rôma, tước vị Hồng y. Tân Hồng y thuộc Đẳng Hồng y Linh mục và Nhà thờ Hiệu tòa được chỉ định là Nhà thờ S. Clemente.
Ngoài lãnh đạo các giáo phận, Hồng y Simonis còn đóng vai trò quan trọng trong Hội đồng Giám mục địa phương, bằng chứng là ông giữ Chủ tịch Hội đồng Giám mục Hà Lan trong 25 năm, từ năm 1983 đến ngày 26 tháng 1 năm 2008. Ngày 14 tháng 4 năm 2007, Tòa Thánh chấp thuận đơn từ nhiệm của Hồng y Simonis, ví lý do tuổi tác, theo Giáo luật.
Ngày 2 tháng 9 năm 2020, ông qua đời, thọ 89 tuổi.